# 李佩成
李佩成（1935年1月30日—2024年2月23日），陕西乾县人，中国农业水土工程及水资源与环境专家，长安大学教授，博士生导师。

## 生平
1956年毕业于西北农学院农田水利专业。1966年毕业于莫斯科地质勘探学院水文地质工程地质系，获副博士学位。2003年当选为中国工程院院士。
李佩成院士的研究领域主要为农业水土工程、水资源与环境、国土整治等。

## 所获荣誉
1991年获国务院特殊津贴；
1992年获授“有突出贡献的中青年专家”称号；
1996年被评为西安市劳模；
1997年、1998年两年获评陕西省师德标兵、陕西省优秀博导；
2001年被评为全国优秀科技工作者；
2003年当选为中国工程院院士；
2004年再次被评为陕西省师德标兵，同时被评为全国师德先进个人；
2006年获中国科学技术协会授予的西部开发突出贡献奖；
2016年被授予农业水土工程领域突出贡献奖；
2017年被评为“陕西省老科协奖”优秀老科技教育工作者；
2018年被评为陕西省老科协突出贡献者。
2023年5月，中国环境科学学会授予“中国环境科学学会首届荣誉会士”。

## 人物评价
“李佩成院士是享誉中国国内外的水文地质、水资源与环境及农业水土工程学家，一生与“水”为伴，治学严谨，品德高尚，精勤育人，是中国农业水土工程事业的建设者、倡导者和推动者”——长安大学校长陈峰
李佩成在地下水开发利用、地下水动力学以及治水理论方面深有造诣。在运用多学科交叉优势从事国土整治及防旱抗旱领域的科学研究方面多有建树。（西安交通大学评）